# Scrooged
Scrooged is een filmkomedie uit 1988 van regisseur Richard Donner. Het is een moderne bewerking van Charles Dickens' boek A Christmas Carol.
Scrooged werd genomineerd voor de Oscar voor beste grime en Saturn Awards voor beste fantasyfilm, beste acteur (Bill Murray) en beste speciale effecten.

## Verhaal
De steenrijke, egoïstische televisiebaas Frank Cross (Bill Murray) is bezig een productie in elkaar te draaien van Dickens' A Christmas Carol. Wat het mensen kost om het hem naar de zin te maken, interesseert hem niet. Hij houdt met niemand rekening, ook niet met zijn eigen broer. Op kerstavond ontslaat hij Elliot Laudermilk (Bobcat Goldthwait). Vervolgens wordt Cross, net als de hoofdpersoon uit het boek (Ebenezer Scrooge), bezocht door drie geesten. Zij laten hem zien hoe zijn kerst vroeger (David Johansen) verliep, hoe nu (Carol Kane) en hoe het zal zijn in de toekomst als hij doorgaat op zijn huidige levenspad. Hij krijgt een kijkje in zijn kindertijd, met zijn bruut van een vader, en in één versie van zijn toekomst, die hij zelf nog kan beïnvloeden.

## Rolverdeling
| Acteur             | Personage                                   |
| ------------------ | ------------------------------------------- |
| Bill Murray        | Frank Cross (gebaseerd op Ebenezer Scrooge) |
| Karen Allen        | Claire Phillips                             |
| John Forsythe      | Lew Hayward                                 |
| John Glover        | Brice Cummings                              |
| Bobcat Goldthwait  | Eliot Loudermilk                            |
| David Johansen     | Geest van Kerstmis vroeger                  |
| Carol Kane         | Geest Kerstmis heden                        |
| Robert Mitchum     | Preston Rhinelander                         |
| Michael J. Pollard | Herman                                      |
| Alfre Woodard      | Grace Cooley                                |
| Mabel King         | Grootmoeder Cooley                          |
| Nicholas Phillips  | Calvin Cooley                               |
| Tamika McCollum    | Shasta Cooley                               |
| Koren McCollum     | Randee Cooley                               |
| Reina King         | Lanell Cooley                               |
| Mary Ellen Trainor | Ted                                         |
| John Murray        | James Cross                                 |
| Wendie Malick      | Wendie Cross                                |
| Brian Doyle-Murray | Earl Cross                                  |
| Lisa Mende         | Doris Cross                                 |
| Maria Riva         | Mrs. Rhinelander                            |
| Jamie Farr         | TV Jacob Marley                             |
| Robert Hammond     | Geest van Kerstmis toekomst (onvermeld)     |

## Trivia
- Murrays broers Joel, Brian en John hebben korte bijrolletjes in Scrooged.